# Thomas Schildhauer
Thomas Schildhauer (* 3. Oktober 1959 in Berlin-Wilmersdorf) ist ein deutscher Wirtschaftswissenschaftler.

## Leben
Nach seinem Abitur 1978 studierte er Informatik an der Technischen Universität Berlin (Diplom 1983). Anschließend war er zunächst für eine Bertelsmann-Tochter tätig, wechselte 1986 als Vertriebsleiter zu ACTIS und wurde 1990 Geschäftsführer bei der Lufthansa Informationstechnik und Software GmbH. 1991 wurde er an der Hochschule für Ökonomie zum Dr. oec. promoviert.
1996 wurde er Professor für Unternehmensführung und Marketing an der Fachhochschule Eberswalde. 1999 wechselte er an die TFH Wildau. 2001 wurde er an der TU Berlin zum Dr.-Ing. promoviert. 2007 gründete er eine Beteiligungsgesellschaft.
Seit 2002 ist Schildhauer Professor für Marketing mit Schwerpunkt Electronic Business an der Universität der Künste Berlin. Als Dozent lehrt Schildhauer seit 2000 auch an der Universität St. Gallen.
Im Juli 2011 wurde als Direktor an das Alexander von Humboldt Institut für Internet und Gesellschaft, das von der Humboldt-Universität zu Berlin (HU), der Universität der Künste (UdK) und dem Wissenschaftszentrum Berlin für Sozialforschung (WZB) gegründet wurde, berufen. 2014 wurde er in die Berlin-Brandenburgische Akademie der Wissenschaften gewählt.
Thomas Schildhauer ist seit 2022 Wissenschaftlicher Direktor von DUCAH, der Digital Urban Center for Aging & Health eG in Berlin. Die Genossenschaft steht für einen neuartigen Zuschnitt zwischen Digitalisierung, Urbanisierung und Gesundheit. Die DUCAH eG ist ein auf den Menschen zentriertes Forschungscenter in der Pflege-, Gesundheits- und Sozialwirtschaft sowie ein Lernort im Gesundheitswesen. Zu den Gründungsmitgliedern zählen etwa so unterschiedliche Unternehmen und Organisationen wie die Diakonie, die Stephanus-Stiftung, die Evangelische Bank, die R+V-Versicherung oder die Berliner Volksbank. Zum wissenschaftlichen Netzwerk der Genossenschaft gehören unter anderem die Charité, die Freie Universität, die Humboldt-Universität, die Universität der Künste, die TU Berlin, die Universität Bamberg sowie das WZB und die University of California, Berkeley.

## Werke
- Lexikon Electronic Business, De Gruyter, Berlin 2017.
- Social Media Handbuch. Theorien, Methoden, Modelle, Nomos, Baden-Baden 2012.
- Corporate Knowledge, BusinessVillage, Göttingen 2003